# Sjöfartsförbundet
Sjöfartsförbundet är ett förbund i Finland som strävar till att på det ideella planet framhäva sjöfartsbranschernas betydelse för landets välfärd och försöker att genom information bredda och fördjupa samarbetet i sjöfartsbranscherna och medlemmarnas kunskaper om dem.